# Кимани Френд
Кимани Френд (Кингстон, 29. јул 1977) је бивши јамајчански кошаркаш. Играо је на позицији центра.

## Каријера
Кошарку је почео да тренира тек са 19 година. Убрзо је отишао у САД, где је прво две године провео на комјунити колеџима, да би од 1999. до 2001. играо на универзитету Небраска. С обзиром да 2001. године није драфтован, започео је каријеру у развојној НБА лиги где је са екипом Гринвила освојио шампионску титулу НБДЛ-а. Након тога започиње његова интернационална каријера током које је променио велики број клубова и земаља.
У октобру 2003. потписује за београдски Рефлекс, код тренера Владе Ђуровића. Са Рефлексом је освојио Јадранску лигу у сезони 2003/04. На финалном турниру, који је одигран у Загребу, клуб из Железника је савладао прво Црвену звезду у полуфиналу, а затим у финалу и домаћина Цибону. Френд је полуфинални меч са Звездом завршио са 13 поена и четири скока, док је у финалу са Цибоном имао 10 поена и 9 скокова. Рефлекс је у овој сезони стигао и до полуфинала УЛЕБ купа, где је елиминисан од Хапоела из Јерусалима. У првој утакмици у Железнику било је 70:69, а после неизвесне завршнице у Јерусалиму, ФМП је имао последњи напад за финале, али Бојан Поповић није погодио кош и остало је 76:79. Френд је на реваншу у Јерусалиму на терену провео тек нешто више од два минута, након чега је због повреде напустио терен. Кошаркаш из Јамајке је на 15 утакмица УЛЕБ купа у овој сезони, бележио просечно 13,7 поена и 7,2 скока по мечу.
Током 2012. је накратко играо и у Металцу из Ваљева. У новембру 2015. се после три године вратио на кошаркашке терене потписавши уговор са Јагодином. У њиховом дресу је током сезоне 2015/16. одиграо 17 утакмица и бележио просечно 21,8 поена и 9,3 скока по утакмици.
Сезону 2016/17. почео је као играч ОКК Београда. Иако у позним играчким годинама, Френд је доминирао у домаћем такмичењу. На 11 одиграних мечева за ОКК Београд је у просеку играо 35,5 минута и бележио 22,6 поена и 11,3 скока по мечу. После тих 11 одиграних кола био је први стрелац и скакач Кошаркашке лиге Србије, а чак пет пута је био најбољи играч кола. Крајем децембра 2016. године прешао је у Динамик. И у Динамику је наставио са сјајним партијама па је на крају сезоне изабран за најкориснијег играча (МВП) Кошаркашке лиге Србије.

### Репрезентација
Био је члан репрезентације Јамајке која је освојила златну медаљу на првенству Кариба 2002. године.

## Остало
Био у вези са Српкињом Даницом, због чега је често био у Србији.
У новембру 2012. године учествовао је у саобраћајној несрећи у Београду, и том приликом је настрадала девојка. Утврђено је да је возио под дејством алкохола због чега је осуђен на три године затвора. Несрећа се десила дан по напуштању екипе Металца, када је требало да отпутује у Шпанију да игра за екипу Ваљадолида.
У затвору је провео десет месеци, да би након тога 26 месеци био у кућном притвору. Након што му је скинута наногвица наставио је да игра кошарку, али због поновљеног судског процеса није смео да напушта Србију па је играо у Кошаркашкој лиги Србије.